# Valeriana polybotrya
Valeriana polybotrya là một loài thực vật có hoa trong họ Kim ngân. Loài này được Hoeck miêu tả khoa học đầu tiên..